# Скіць
Скіць (пол. Skic) — село в Польщі, у гміні Злотув Злотовського повіту Великопольського воєводства.
Населення — 520 осіб (2011).
У 1975-1998 роках село належало до Пільського воєводства.

## Демографія
Демографічна структура станом на 31 березня 2011 року:
|          | Загалом | Допрацездатний вік | Працездатний вік | Постпрацездатний вік |
| -------- | ------- | ------------------ | ---------------- | -------------------- |
| Чоловіки | 274     | 62                 | 189              | 23                   |
| Жінки    | 246     | 51                 | 145              | 50                   |
| Разом    | 520     | 113                | 334              | 73                   |